# Малое Андрейково (Ярославская область)
Малое Андрейково — деревня Макаровской сельской администрации Судоверфского сельского поселения Рыбинского района Ярославской области .
Деревня расположена в лесном краю, к западу от города Рыбинска. Деревня стоит к северу от автомобильной дороги Рыбинск—Глебово. Деревня расположена на небольшом расстоянии к западу от Большое Андрейково, через которое связана дорогой с микрорайоном Переборы находящимся к северо-востоку .
Деревня указана на плане Генерального межевания Рыбинского уезда конца XVIII века.
На 1 января 2007 года в деревне числилось 2 постоянных жителя. Деревня обслуживается почтовым отделением 16 в Рыбинске. По почтовым данным в деревне 54 дома. Улицы не именуются .